# بيركان باتوك
بيركان باتوك (بالتركية: Birkan Batuk)‏ مواليد 30 يناير 1990، هو لاعب كرة سلة تركي بدأ مسيرته الاحترافية في سنة 2006 ويحمل الرقم 8. يبلغ طوله 6 قدم 5 بوصة (2.0 م).

## فرق لعب لها
- طرابزون سبور لكرة السلة

## الميداليات
| الميدالية | المسابقة                        |
| --------- | ------------------------------- |
| ذهبية     | ألعاب البحر الأبيض المتوسط 2013 |

## روابط خارجية
- بيركان باتوك على موقع الاتحاد الدولي لكرة السلة (الإنجليزية)
- بيركان باتوك على موقع الدوري الأوروبي لكرة السلة (الإنجليزية)
- بيركان باتوك على موقع كرة السلة الأوروبية.كوم (الإنجليزية)
- بيركان باتوك على موقع DraftExpress.com (الإنجليزية)
- بيركان باتوك على موقع ريلجم (الإنجليزية)
- بيركان باتوك على موقع بروبوليرز (الإنجليزية)
- بيركان باتوك على موقع سبورتس رفرنس (الإنجليزية)